# Revisió bibliogràfica
La revisió bibliogràfica és un document que recopila i fa una revisió dels treballs publicats anteriorment sobre un tema específic, serveix per situar l'estudi actual dins del cos de la literatura pertinent i per proporcionar context al lector. És de caràcter retrospectiu que aporta informació acotada a un període determinat. El terme pot referir-se a un document acadèmic complet o a una secció d’una obra acadèmica, com ara un llibre o un article. La revisió bibliogràfica proporciona a l'investigador/autor i al públic una imatge general del coneixement existent sobre el tema en qüestió. El resultat d'una bona revisió de la literatura assegura que s'hagi fet una pregunta de recerca adequada i s’hagi escollit un marc teòric i/o una metodologia de recerca adequats.
En aquest cas, la revisió sol precedir la metodologia i les seccions de resultats del treball. En la revisió es realitza una valoració crítica d'altres investigacions sobre un tema determinat, procés que ens ajuda a posar el tema en el seu context. Si volem realitzar una veritable revisió integral de la literatura, el treball que realitzem ha d'oferir al lector un resum concís, objectiu i lògic del coneixement actual sobre un tema en particular.
Dins el procés d'investigació la revisió de la bibliografia es troba inicialment en el procés de justificació de la investigació per mostrar quines són les metes, els objectius, l'abast, i l'exposició de motius que fonamenten la investigació. De la mateixa manera, la revisió també inclou una exploració de la metodologia utilitzada per poder contestar la pregunta d'investigació, i aporta una fonamentació que mostra la idoneïtat dels enfocaments metodològics i dissenys d'investigació utilitzats, així com de les tècniques i procediments que s'utilitzen per recopilar dades.
En la revisió s'avaluen les diferents metodologies i dissenys identificant avantatges, inconvenients i dificultats que presenta cada orientació metodològica. De la mateixa manera també s'aporten referències rellevants que mostren la selecció d'una tècnica de recollida de dades enfront d'altres tècniques alternatives. La revisió, per tant, no és un assaig dels mateixos punts de vista i opinions personals. Tampoc és una sèrie de cites o llargues descripcions de treball d'altres persones. El propòsit de la revisió de la literatura és fer ús de la crítica i els estudis anteriors d'una manera ordenada, precisa i analítica. La revisió de la literatura es presenta com una anàlisi crítica del tema d'interès al temps que assenyala les similituds i les inconsistències en la literatura analitzada.
La revisió bibliogràfica s'ha definit com "l'operació documental de recuperar un conjunt de documents o referències bibliogràfiques que es publiquen en el món sobre un tema, un autor, una publicació o un treball específic. És una activitat de caràcter retrospectiu que ens aporta informació acotada a un període determinat de temps”.
La realització d’una revisió bibliogràfica sovint forma part del treball d’estudiants de grau i postgrau, inclosa la preparació d’una tesi, una dissertació o un article de revista. Les revisions de literatura també són habituals en una proposta o fulletó de recerca (el document que s’aprova abans que un estudiant comenci formalment una tesi). Una revisió bibliogràfica pot ser un tipus d’article de revisió. En aquest sentit, una revisió de la literatura és un document acadèmic que presenta els coneixements actuals, incloent-hi troballes substancials, així com contribucions teòriques i metodològiques a un tema concret. Les revisions bibliogràfiques són fonts secundàries i no informen de treballs experimentals nous o originals. Molt sovint associades a literatura orientada a la formació, aquestes ressenyes es troben en revistes acadèmiques i no s’han de confondre amb les ressenyes de llibres, que també poden aparèixer a la mateixa publicació. Les revisions bibliogràfiques són una base per a la recerca en gairebé tots els àmbits acadèmics.

## Tipus
Els principals tipus de ressenyes de literatura són: 
1. Avaluatives
2. Exploratòries
3. Instrumentals

Un quart tipus, la revisió sistemàtica, sovint es classifica per separat, però és essencialment una revisió de literatura centrada en una qüestió de recerca, que intenta identificar, avaluar, seleccionar i sintetitzar totes les evidències i arguments d’investigació d’alta qualitat rellevants per a aquesta qüestió. Una metanàlisi sol ser una revisió sistemàtica que utilitza mètodes estadístics per combinar eficaçment les dades utilitzades en tots els estudis seleccionats per produir un resultat més fiable.
Torraco descriu una revisió de literatura integradora. El propòsit d’una revisió de literatura integradora és generar nous coneixements sobre un tema a través del procés de revisió, crítica i síntesi de la literatura investigada.

## Procés i producte
Shields i Rangarajan distingeixen entre el procés de revisió bibliogràfica i un treball acabat o producte conegut com a revisió de literatura. El procés de revisió de la literatura sovint està en curs i informa de molts aspectes de la investigació empírica del projecte.
El procés de revisió bibliogràfica requereix diferents tipus d'activitats i formes de pensar. Shields i Rangarajan i Granello relacionen les activitats de fer una revisió de la literatura amb la taxonomia revisada de Benjamin Bloom del domini cognitiu (maneres de pensar: recordar, comprendre, aplicar, analitzar, avaluar i crear).